# 羅九鼎
羅九鼎（1445年—？年），字象州，四川重慶府合州人，軍籍，治《易經》，年二十八歲中式成化八年壬辰科第三甲第一百三十七名進士。正月初十日生，行三，曾祖羅賢祖；祖羅暹，知事；父羅紳；母李氏。具慶下，妻余氏，兄九疇；九萬。由國子生中式四川鄉試第五十一名舉人，會試中式第一百十三名。